# Česko na Mistrovství světa v atletice 2011
Mistrovství světa v atletice 2011 se ve dnech 27. srpna – 4. září účastnilo 21 českých atletů (8 mužů a 13 žen). Šampionát probíhal na stadiónu Daegu World Cup Stadium v Tegu (Daegu) v Jižní Koreji. 
V nominaci chyběl mj. překážkář Petr Svoboda, který kvůli zranění předčasně ukončil sezónu a chyběli také finalisté běhu na 800 metrů z evropského šampionátu v Barceloně Jakub Holuša a Lenka Masná. Největšího úspěchu mimo medaile dosáhl výškař Jaroslav Bába, který obsadil 4. místo. Stejného výsledku dosáhl také oštěpař Vítězslav Veselý. Jedinou medaili (stříbrnou) přidala dne 2. září oštěpařka Barbora Špotáková, která výkonem 71,58 metru zaostala pouze za Ruskou Abakumovovou.

## Výsledky

### Muži
| Atlet            | Disciplína    | SB*        | Kvalifikace | Kvalifikace | Rozběh       | Rozběh   | Semifinále | Semifinále | Finále       | Finále      |
| Atlet            | Disciplína    | SB*        | Výkon       | Umístění    | Výkon        | Umístění | Výkon      | Umístění   | Výkon        | Umístění    |
| ---------------- | ------------- | ---------- | ----------- | ----------- | ------------ | -------- | ---------- | ---------- | ------------ | ----------- |
| Pavel Maslák     | 200 m         | 20,66 s    |             |             | 20,63 s (PB) | 11.      | 20,87 s    | 14.        | nepostoupil  | nepostoupil |
| Jaroslav Bába    | Skok do výšky | 2,32 m     | 2,31 m      | 8.          |              |          |            |            | 2,32 m       | 4.          |
| Jan Kudlička     | Skok o tyči   | 5,81 m (E) | 5,50 m      | 12.         |              |          |            |            | 5,65 m       | 9.          |
| Jan Marcell      | Vrh koulí     | 20,76 m    | 19,51 m     | 20.         |              |          |            |            | nepostoupil  | nepostoupil |
| Jan Marcell      | Hod diskem    | 66,00 m    | 62,29 m     | 13.         |              |          |            |            | nepostoupil  | nepostoupil |
| Petr Frydrych    | Hod oštěpem   | 85,32 m    | 76,18 m     | 24.         |              |          |            |            | nepostoupil  | nepostoupil |
| Jakub Vadlejch   | Hod oštěpem   | 80,76 m    | 80,08 m     | 16.         |              |          |            |            | nepostoupil  | nepostoupil |
| Vítězslav Veselý | Hod oštěpem   | 83,59 m    | 81,64 m     | 8.          |              |          |            |            | 84,11 m (SB) | 4.          |

#### Desetiboj
| Desetiboj    | Desetiboj     | Desetiboj    | Desetiboj | Desetiboj |
| Atlet        | Disciplína    | Výsledek     | Body      | Umístění  |
| ------------ | ------------- | ------------ | --------- | --------- |
| Roman Šebrle | Běh na 100 m  | 11,25 s      | 806       | 26.       |
| Roman Šebrle | Skok daleký   | 7,30 m       | 886       | 14.       |
| Roman Šebrle | Vrh koulí     | 15,20 m      | 802       | 7.        |
| Roman Šebrle | Skok vysoký   | 2,05 m       | 850       | 4.        |
| Roman Šebrle | běh na 400 m  | 51,18 s (SB) | 761       | 24.       |
| Roman Šebrle | 110 m přek.   | 14,75 s (SB) | 880       | 18.       |
| Roman Šebrle | Hod diskem    | 46,93 m      | 807       | 8.        |
| Roman Šebrle | Skok o tyči   | 4,80 m       | 849       | 13.       |
| Roman Šebrle | Hod oštěpem   | 67,28 m      | 848       | 5.        |
| Roman Šebrle | Běh na 1500 m | 4:29,19      | 750       | 7.        |
|              | Celkově       | Celkově      | 8 069     | 13.       |

* SB – nejlepší výkon sezóny před šampionátem, PB – osobní rekord, E – exhibice

### Ženy

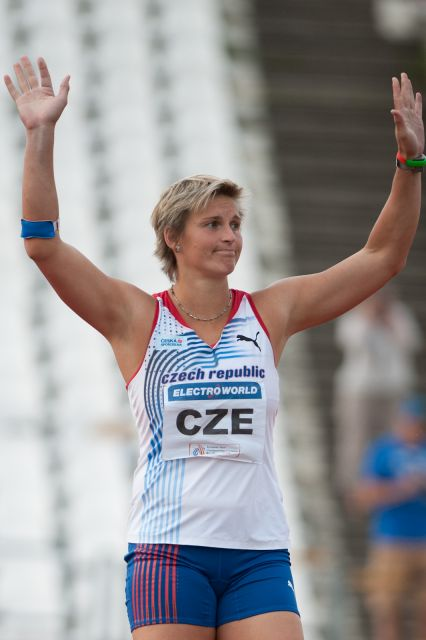
Barbora Špotáková na snímku z roku 2010

| Atletka                                                           | Disciplína     | SB*        | Kvalifikace | Kvalifikace | Rozběh       | Rozběh   | Semifinále | Semifinále | Finále       | Finále           |
| Atletka                                                           | Disciplína     | SB*        | Výkon       | Umístění    | Výkon        | Umístění | Výkon      | Umístění   | Výkon        | Umístění         |
| ----------------------------------------------------------------- | -------------- | ---------- | ----------- | ----------- | ------------ | -------- | ---------- | ---------- | ------------ | ---------------- |
| Denisa Rosolová                                                   | 400 m          | 50,84 s    |             |             | 52,51 s      | 19.      | 52,53 s    | 20.        | nepostoupila | nepostoupila     |
| Lucie Škrobáková                                                  | 100 m přek.    | 12,95 s    |             |             | 12,89 s (SB) | 7.       | 12,98 s    | 16.        | nepostoupila | nepostoupila     |
| Zuzana Hejnová                                                    | 400 m přek.    | 53,29 s    |             |             | 55,12 s      | 7.       | 54,76 s    | 4.         | 54,23 s      | 7.               |
| Marcela Lustigová                                                 | 3000 m přek.   | 9:41,73    |             |             | 10:12,54     | 30.      |            |            | nepostoupila | nepostoupila     |
| Denisa Rosolová Zuzana Bergrová Jitka Bartoničková Zuzana Hejnová | 4 × 400 m      |            |             |             | 3:26,01      | 8.       |            |            | 3:26,57      | 7.               |
| Lucie Pelantová                                                   | Chůze na 20 km | 1.33:52    |             |             |              |          |            |            | 1.35:45      | 25.              |
| Zuzana Schindlerová                                               | Chůze na 20 km | 1.32:10    |             |             |              |          |            |            | 1.39:57      | 34.              |
| Jiřina Ptáčníková                                                 | Skok o tyči    | 4,63 m (E) | 4,55 m      | 5.          |              |          |            |            | 4,65 m (SB)  | 7.               |
| Věra Cechlová-Pospíšilová                                         | Hod diskem     | 63,40 m    | 53,87 m     | 23.         |              |          |            |            | nepostoupila | nepostoupila     |
| Jarmila Klimešová                                                 | Hod oštěpem    | 61,12 m    | 59,65 m     | 12.         |              |          |            |            | 59,27 m      | 8.               |
| Barbora Špotáková                                                 | Hod oštěpem    | 69,45 m    | 63,40 m     | 4.          |              |          |            |            | 71,58 m      | Stříbrná medaile |

#### Sedmiboj
| Sedmiboj         | Sedmiboj       | Sedmiboj     | Sedmiboj | Sedmiboj |
| Atletka          | Disciplína     | Výsledek     | Body     | Umístění |
| ---------------- | -------------- | ------------ | -------- | -------- |
| Kateřina Cachová | 100 m překážek | 13,81 s (SB) | 1 005    | 22.      |
| Kateřina Cachová | Skok do výšky  | 1,77 m       | 941      | 18.      |
| Kateřina Cachová | Vrh koulí      | 11,64 m      | 637      | 26.      |
| Kateřina Cachová | Běh na 200 m   | 25,36 s      | 854      | 19.      |
| Kateřina Cachová | Skok daleký    | 5,97 m       | 840      | 22.      |
| Kateřina Cachová | Hod oštěpem    | 43,98 m      | 744      | 11.      |
| Kateřina Cachová | Běh na 800 m   | 2:15,43      | 887      | 15.      |
| Kateřina Cachová | Celkově        | Celkově      | 5 908    | 21.      |

* SB – nejlepší výkon sezóny před šampionátem, PB – osobní rekord, E – exhibice